# La Vereda
La Vereda är en ort i Mexiko.   Den ligger i kommunen Tolimán och delstaten Querétaro Arteaga, i den centrala delen av landet, 190 km norr om huvudstaden Mexico City. La Vereda ligger 1 443 meter över havet och antalet invånare är 199.
Terrängen runt La Vereda är huvudsakligen kuperad. La Vereda ligger nere i en dal. Runt La Vereda är det ganska glesbefolkat, med 28 invånare per kvadratkilometer. Närmaste större samhälle är San Pablo Tolimán, 15,5 km söder om La Vereda. Trakten runt La Vereda består i huvudsak av gräsmarker.